# 米哈伊尔·鲍里索维奇·伊格纳季耶夫
米哈伊尔·鲍里索维奇·伊格纳季耶夫（俄语：Михаил Борисович Игнатьев，羅馬化：Mikhail Borisovich Ignat'yev，1985年5月7日—），出生於俄罗斯圣彼得堡，是一名俄罗斯男子自行车运动员。曾获得2004年雅典奥运自行车男子记分赛冠军和2008年北京奥运自行车男子麦迪逊赛季军。